# Citrinophila terias
Citrinophila terias är en fjärilsart som beskrevs av James John Joicey och Talbot 1921. Citrinophila terias ingår i släktet Citrinophila och familjen juvelvingar. Inga underarter finns listade i Catalogue of Life.

## Bildgalleri

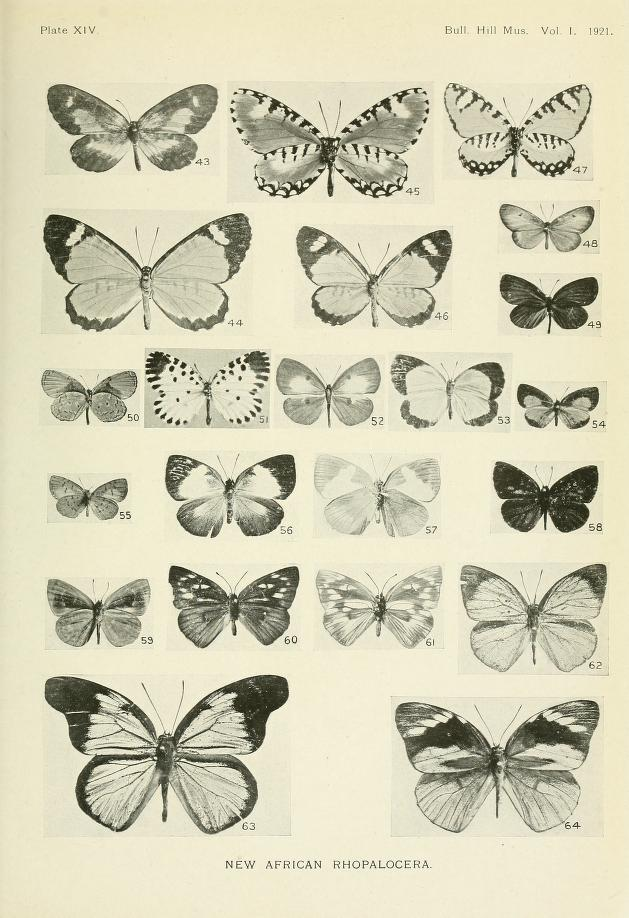